# Сёдосима (посёлок)
Сёдосима (яп. 小豆島町 Сё:досима-тё:) — посёлок в Японии, находящийся в уезде Сёдзу префектуры Кагава. Площадь посёлка составляет 95,63 км², население — 15 221 человек (1 августа 2014), плотность населения — 159,17 чел./км².

## Географическое положение
Посёлок расположен на острове Сёдосима в префектуре Кагава региона Сикоку. С ним граничат города Такамацу, Сануки, Химедзи и посёлок Тоносё.

## Население
Население посёлка составляет 15 221 человек (1 августа 2014), а плотность — 159,17 чел./км². Изменение численности населения с 1980 по 2005 годы:
| 1980 | 22 170 чел. |  |
| 1985 | 21 433 чел. |  |
| 1990 | 20 455 чел. |  |
| 1995 | 19 700 чел. |  |
| 2000 | 18 303 чел. |  |
| 2005 | 17 257 чел. |  |

## Символика
Деревом посёлка считается олива европейская, цветком — олива европейская.